# Yata no Kagami
Yata No Kagami (八汰鏡?) el espejo sagrado, es parte de los Tesoros Imperiales de Japón. Se considera que está guardado en el Santuario de Ise, en la Prefectura de Mie, Japón. El espejo representa la sabiduría y la honestidad.

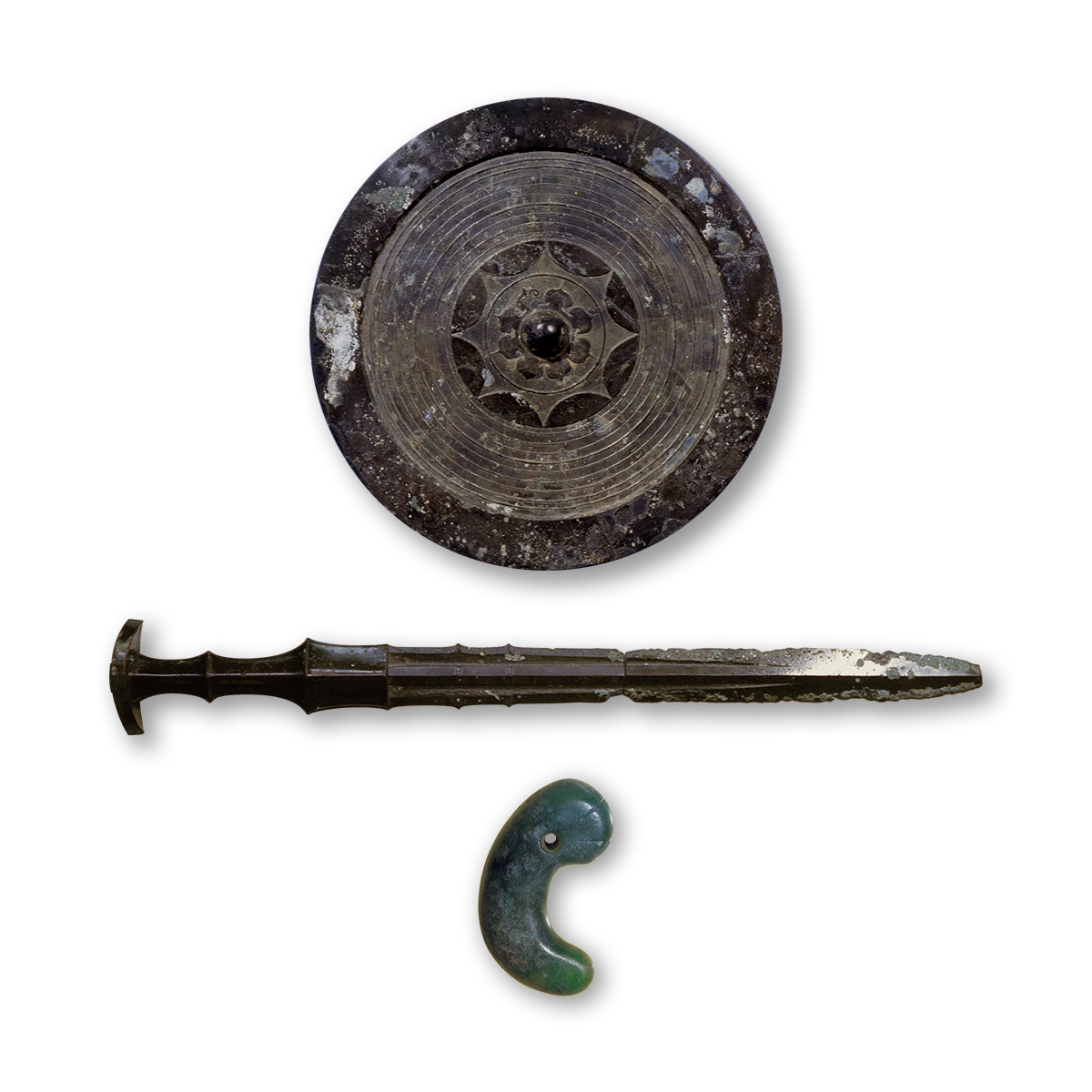
Tesoros Imperiales de Japón

En la Mitología japonesa, el espejo fue colgado de un árbol por la diosa Ame-no-Uzume para enseñar el reflejo de  Amaterasu al salir, mientras ella se mantenía encerrada en una cueva. Junto a la espada Kusanagi, estos elementos fueron pasados al nieto de Amaterasu, Ninigi-no-Mikoto para pacificar Japón. Desde ese momento, formaron parte de los tesoros nacionales que pasan de generación en generación en la Casa Imperial Japonesa.